# Lubuskie Lato Filmowe
Lubuskie Lato Filmowe – festiwal filmowy organizowany corocznie w Łagowie w województwie lubuskim. Główną nagrodą festiwalu jest Złote Grono. Festiwal został założony w 1969 roku, co czyni go najstarszym festiwalem filmów fabularnych w Polsce.
W początkowym okresie stanowił jedyny ogólnopolski festiwal filmów krajowych. Charakterystyczna dla wydarzenia atmosfera swobodnych seminariów i spotkań dyskusyjnych nie była akceptowana przez ówczesne władze komunistyczne. W odpowiedzi utworzono drugi festiwal filmów krajowych (Festiwal Polskich Filmów Fabularnych w Gdańsku), który miał bardziej oficjalny i reprezentacyjny charakter. Mimo konkurencji ze strony gdańskiego (później gdyńskiego) festiwalu wydarzenie w Łagowie przetrwało głównie dzięki zaangażowaniu działaczy Klubu Kultury Filmowej z Zielonej Góry oraz Polskiej Federacji Dyskusyjnych Klubów Filmowych, zachowując przy tym swój specyficzny, warsztatowy i dyskusyjny profil.
Od 1990 roku Lubuskie Lato Filmowe funkcjonuje jako festiwal międzynarodowy. W czasie jego trwania do Łagowa przyjeżdżają twórcy filmów, aktorzy oraz krytycy filmowi, którzy biorą udział w seminariach i dyskusjach z publicznością.

## Złote Grono dla najlepszego filmu
| Nr  | Edycja     | Rok  | Tytuł filmu                                        | Reżyseria                                                | Źródło                |
| --- | ---------- | ---- | -------------------------------------------------- | -------------------------------------------------------- | --------------------- |
| 1.  | I LLF      | 1969 | nagrody nie przyznano                              | nagrody nie przyznano                                    | nagrody nie przyznano |
| 2.  | II LLF     | 1970 | Sól ziemi czarnej                                  | Kazimierz Kutz                                           | [ 3 ]                 |
| 3.  | III LLF    | 1971 | nagrody nie przyznano                              | nagrody nie przyznano                                    | nagrody nie przyznano |
| 4.  | IV LLF     | 1972 | Perła w koronie                                    | Kazimierz Kutz                                           | [ 4 ]                 |
| 5.  | V LLF      | 1973 | Wesele                                             | Andrzej Wajda                                            | [ 5 ]                 |
| 6.  | VI LLF     | 1974 | Nie ma mocnych                                     | Sylwester Chęciński                                      | [ 6 ]                 |
| 7.  | VII LLF    | 1975 | Ziemia obiecana                                    | Andrzej Wajda                                            | [ 7 ]                 |
| 8.  | VIII LLF   | 1976 | Trzeba zabić tę miłość Sami swoi Iluminacja        | Janusz Morgenstern Sylwester Chęciński Krzysztof Zanussi | [ 8 ] [ 9 ] [ 10 ]    |
| 9.  | IX LLF     | 1977 | nagrody nie przyznano                              | nagrody nie przyznano                                    | nagrody nie przyznano |
| 10. | X LLF      | 1978 | Wodzirej Blizna Na wylot                           | Feliks Falk Krzysztof Kieślowski Grzegorz Królikiewicz   | [ 11 ] [ 12 ] [ 13 ]  |
| 11. | XI LLF     | 1979 | Personel                                           | Krzysztof Kieślowski                                     | [ 14 ]                |
| 12. | XII LLF    | 1980 | nagrody nie przyznano                              | nagrody nie przyznano                                    | nagrody nie przyznano |
| 13. | XIII LLF   | 1981 | nagrody nie przyznano                              | nagrody nie przyznano                                    | nagrody nie przyznano |
| 14. | XIV LLF    | 1984 | nagrody nie przyznano                              | nagrody nie przyznano                                    | nagrody nie przyznano |
| 15. | XV LLF     | 1985 | Słońce wschodzi raz na dzień Trzy stopy nad ziemią | Henryk Kluba Jan Kidawa-Błoński                          | [ 15 ] [ 16 ]         |
| 16. | XVI LLF    | 1986 | Siekierezada                                       | Witold Leszczyński                                       | [ 17 ]                |
| 17. | XVII LLF   | 1987 | nagrody nie przyznano                              | nagrody nie przyznano                                    | nagrody nie przyznano |
| 18. | XVIII LLF  | 1988 | nagrody nie przyznano                              | nagrody nie przyznano                                    | nagrody nie przyznano |
| 19. | XIX LLF    | 1989 | Przesłuchanie                                      | Ryszard Bugajski                                         | [ 18 ]                |
| 20. | XX LLF     | 1990 | Las Katyński                                       | Marcel Łoziński                                          | [ 19 ]                |
| 21. | XXI LLF    | 1991 | Strzelnica                                         | Árpád Sopsits                                            |                       |
| 22. | XXII LLF   | 1992 | Kochana Emmo, droga Bobe                           | István Szabó                                             |                       |
| 23. | XXIII LLF  | 1993 | Wszystko co lubię                                  | Martin Šulík                                             |                       |
| 24. | XXIV LLF   | 1994 | Śmierć jak kromka chleba                           | Kazimierz Kutz                                           | [ 20 ]                |
| 25. | XXV LLF    | 1995 | Indiańskie lato                                    | Saša Gedeon                                              |                       |
| 26. | XXVI LLF   | 1996 | Bolsze vita                                        | Ibolya Fekete                                            |                       |
| 27. | XXVII LLF  | 1997 | Oskarżenie                                         | Sándor Sára                                              |                       |
| 28. | XXVIII LLF | 1998 | Księga wielkich życzeń                             | Sławomir Kryński                                         | [ 21 ]                |
| 29. | XXIX LLF   | 1999 | Co złapiesz w życie                                | Roman Vávra                                              |                       |
| 30. | XXX LLF    | 2000 | Pod jednym dachem                                  | Jan Hřebejk                                              |                       |
| 31. | XXXI LLF   | 2001 | Pejzaż                                             | Martin Šulík                                             |                       |
| 32. | XXXII LLF  | 2002 | Chico                                              | Ibolya Fekete                                            |                       |
| 33. | XXXIII LLF | 2003 | Edi                                                | Piotr Trzaskalski                                        | [ 22 ]                |
| 34. | XXXIV LLF  | 2004 | Niewierne gry                                      | Michaela Pavlátová                                       |                       |
| 35. | XXV LLF    | 2005 | Los utracony                                       | Lajos Koltai                                             |                       |
| 36. | XXVI LLF   | 2006 | Kuss Kuss – twoje szczęście zależy ode mnie        | Sören Senn                                               |                       |
| 37. | XXVII LLF  | 2007 | Wyspa                                              | Pawieł Łungin                                            |                       |
| 38. | XXVIII LLF | 2009 | Wszyscy umrą, a ja nie                             | Walerija Gaj Giermanika                                  |                       |
| 39. | XXIX LLF   | 2010 | Zero                                               | Paweł Borowski                                           | [ 23 ]                |
| 40. | XL LLF     | 2011 | Szczęście ty moje                                  | Siergiej Łoznica                                         |                       |
| 41. | XLI LLF    | 2012 | Róża                                               | Wojciech Smarzowski                                      | [ 24 ]                |
| 42. | XLII LLF   | 2013 | Imagine                                            | Andrzej Jakimowski                                       | [ 25 ]                |
| 43. | XLIII LLF  | 2014 | Papusza                                            | Krzysztof Krauze, Joanna Kos-Krauze                      | [ 26 ]                |
| 44. | XLIV LLF   | 2015 | Body/Ciało                                         | Małgorzata Szumowska                                     | [ 27 ]                |
| 45. | XLV LLF    | 2016 | Ja, Olga Hepnarová                                 | Tomáš Weinreb, Petr Kazda                                |                       |
| 46. | XLVI LLF   | 2017 | Szczęście świata                                   | Michał Rosa                                              | [ 28 ]                |
| 47. | XLVII LLF  | 2018 | Zimna wojna                                        | Paweł Pawlikowski                                        | [ 29 ]                |
| 48. | XLVIII LLF | 2019 | Genesis                                            | Árpád Bogdán                                             |                       |
| 49. | XLIX LLF   | 2020 | Malowany ptak                                      | Václav Marhoul                                           |                       |
| 50. | L LLF      | 2021 | Słudzy                                             | Ivan Ostrochovský                                        |                       |
| 51. | LI LLF     | 2022 | Nosorożec                                          | Ołeh Sencow                                              |                       |
| 52. | LII LLF    | 2023 | Silent Twins                                       | Agnieszka Smoczyńska                                     | [ 30 ]                |
| 53. | LIII LLF   | 2024 | Zielona granica                                    | Agnieszka Holland                                        | [ 31 ]                |
| 54. | LIV LLF    | 2025 | Dziewczyna z igłą                                  | Magnus von Horn                                          | [ 32 ]                |